# Liste der Bodendenkmale in Oßling
In der Liste der Bodendenkmale in Oßling sind die Bodendenkmale der Gemeinde Oßling und ihrer Ortsteile nach dem Stand der Auflistung von Harald Quietzsch und Heinz Jacob aus dem Jahr 1982 aufgelistet. Eventuelle Änderungen und Ergänzungen, insbesondere aus der Zeit nach der Wende, sind nicht berücksichtigt, da für Sachsen aktuell keine neueren allgemein zugänglichen Bodendenkmallisten vorliegen. Die Baudenkmale sind in der Liste der Kulturdenkmale in Oßling aufgeführt.
| Denkmal-ID | Fundart            | Ortsteil | Bezeichnung                               | Zeitstellung    | Lage | Bemerkungen | Bild |
| ---------- | ------------------ | -------- | ----------------------------------------- | --------------- | --- | --- | ---- |
| ?          | Befestigung > Wall | Lieske   | Langwall                                  | Spätmittelalter | nordwestlich von Lieske im Wald, am Jesor, an der Gemarkungsgrenze, auf dem Gebiet der Gemarkungen Zeißholz, Lieske und Weißig         | zwei- bis dreifache Wallzüge, auf 2,5 km Länge gut erhalten, Schutz seit 29. September 1971                         |      |
| ?          | besonderer Stein   | Oßling   | Steinkreuz                                | Spätmittelalter | südlicher Ortsteil, in der südlichen äußeren Kirchhofsmauer                                                                            | Einzeichnung eines Knüppels(?), Schutz seit 27. Oktober 1971                                                        |      |
| ?          | Befestigung > Burg | Skaska   | Wasserburg                                | Mittelalter     | östlicher Ortsrand, direkt südöstlich des Guts                                                                                         | Gräben oberirdisch nicht erhalten, Schutz seit 16. Juni 1938, erneuert 21. Juli 1955                                |      |
| ?          | Befestigung > Burg | Weißig   | Turmhügelburg mit anschließendem Langwall | Spätmittelalter | nordnordwestlich des Orts im Wald, am Jesor, westlich der Gemarkungsgrenze, auf dem Gebiet der Gemarkungen Weißig, Lieske und Zeisholz | zwei- bis dreifache Wallzüge, gut erhalten, zwischen Turmhügel und Teich ausgesetzt, Schutz seit 29. September 1971 |      |